# 朱徵釙
韓惠王朱徵釙（1440年—1469年），明朝第五代韓王，靖王朱範𡊁的庶第一子，母彭氏，王妃石氏，兵馬指揮石昉之女。他在景泰元年（1450年）受封高陵王，同年晉封韓王，他在位十九年，在成化五年薨（1469年）去世，同年其子朱偕㳘嗣位。

## 子
1. 世子 朱偕汸
2. 韓悼王 朱偕㳘
3. 韓康王 朱偕灊
4. 朱偕泓
5. 朱偕潯
6. 高平榮和王 朱偕灤
7. 西德昭僖王 朱偕瀞

| 無 原因：明政府封之 | 明高陵國國王 1450年       | 無 原因：襲封韓藩國，封國廢除 |
| 前任： 父靖王朱範𡊁 | 明韓國國王 1450年－1469年 | 繼任： 子悼王朱偕㳘           |